# Frösökvastmossa
Frösökvastmossa (Dicranum muehlenbeckii) är en bladmossart som beskrevs av Bruch och W. P. Schimper in B.S.G. 1847. Frösökvastmossa ingår i släktet kvastmossor, och familjen Dicranaceae. Enligt den svenska rödlistan är arten nationellt utdöd i Sverige. . Arten har tidigare förekommit i Nedre Norrland men är numera lokalt utdöd. Artens livsmiljö är skogslandskap. Inga underarter finns listade i Catalogue of Life.